# Mila (calciatore)
Mila, pseudonimo di Lucas Eduardo Müller (Três Passos, 28 gennaio 2003), è un calciatore brasiliano, centrocampista del Tombense in prestito dal Grêmio.

## Carriera
Mila si è unita alle giovanili del Grêmio nel 2017, dopo aver rappresentato la squadra della sua città natale, il Três Passos e l'Internacional. Il 26 dicembre 2021 è stato ceduto in prestito al São Luiz per disputare il Campionato Gaúcho 2022.
Tornato al Grêmio senza riuscire ad esordire, il 4 giugno 2022 ha rinnovato il suo contratto fino al 2023. Ha debuttato il 30 aprile 2023, giocando titolare nella vittoria in trasferta per 2-1 contro il Cuiabá in Série A.

## Statistiche

### Presenze e reti nei club
Statistiche aggiornate al 4 giugno 2023.
| Stagione        | Squadra         | Campionato      | Campionato | Campionato | Coppe nazionali | Coppe nazionali | Coppe nazionali | Coppe continentali | Coppe continentali | Coppe continentali | Altre coppe | Altre coppe | Altre coppe | Totale | Totale | Totale |
| Stagione        | Squadra         | Comp            | Pres       | Reti       | Comp            | Pres            | Reti            | Comp               | Pres               | Reti               | Comp        | Pres        | Reti        | Pres   | Reti   |        |
| --------------- | --------------- | --------------- | ---------- | ---------- | --------------- | --------------- | --------------- | ------------------ | ------------------ | ------------------ | ----------- | ----------- | ----------- | ------ | ------ | ------ |
| 2022            | São Luiz        | PD/RS           | 0          | 0          |                 | -               | -               |                    | -                  | -                  |             | -           | -           | 0      | 0      |        |
| 2023            | Grêmio          | PD/RS+A         | 0+5        | 0          | CB              | 1               | 0               |                    | -                  | -                  |             | -           | -           | 6      | 0      |        |
| Totale carriera | Totale carriera | Totale carriera | 5          | 0          |                 | 1               | 0               |                    | -                  | -                  |             | -           | -           | 6      | 0      |        |

## Palmarès

### Club

#### Competizioni statali
- Campionato Gaúcho: 2

Grêmio: 2023, 2024